# Дік Трейсі (фільм, 1990)
«Дік Трейсі» (англ. Dick Tracy) — кінофільм. Екранізація коміксів Честера Гулда.

## Сюжет
Дія відбувається в 1930-х роках, в Чикаго. У місті усім заправляє банда гангстера Великого Хлопця Каприза «Big Boy Caprice» (Аль Пачіно), з яким ніхто не може зрівнятись, але відважний детектив Дік Трейсі кидає виклик банді. Дік Трейсі супер-поліцейський і фанатик своєї справи, який ненавидить сидіти за столом і перекладати папери, а надає перевагу працювати на вулицях міста, але він не може встояти перед своєю подругою — Тесс Трухарт (Гленн Хедлі) і співачкою з кабаре — красунею Махоуні (Мадонна)…

## У ролях
| Актор             | Роль           |
| ----------------- | -------------- |
| Воррен Бітті      | Дік Трейсі     |
| Аль Пачіно        | Біг Бой Капріс |
| Гленн Гедлі       | Тесс Трухарт   |
| Мадонна           | Магоні         |
| Чарлі Корсмо      | Малюк          |
| Дастін Гоффман    | Мумблес        |
| Вільям Форсайт    | Флеттоп        |
| Менді Патінкін    | 88 Ключі       |
| Чарльз Дернінг    | шеф Брендон    |
| Майкл Дж. Поллард | Баг Бейлі      |
| Джеймс Каан       | Спалдоні       |
| Пол Сорвіно       | Ліпс Менліс    |
| Том Сігнореллі    | Майк           |

| Актор           | Роль            |
| --------------- | --------------- |
| Дік Ван Дайк    | Флетчер         |
| Генрі Сільва    | Інфлюенс        |
| Ед О'Росс       | Сверблячка      |
| Роберт Костанцо | охоронець       |
| Р.Г. Армстронг  | Пранфейс        |
| Маршалл Белл    | поліцейський    |
| Колм Міні       | поліцейський    |
| Кетрін О'Хара   | Гарсія          |
| Естель Парсонс  | місіс Трухарт   |
| Джеймс Толкан   | Намберс         |
| Брюс Малер      | репортер        |
| Кеті Бейтс      | місіс Грін      |
| Майк Мазуркі    | старий у готелі |

## Нагороди
3 премії «Оскар»:
1. Мадонна за пісню «I Always Get My Man»
2. Найкращі декорації
3. Найкращий грим